# K-50
Pour les articles homonymes, voir K50.
Le K-50 (en russe : К-50) est un sous-marin nucléaire d'attaque soviétique du projet 627A (code OTAN : classe November), surnommée Baleine.

## Construction
Le début de sa construction a débuté en 1957. Le sous-marin était supposé être le porteur d'un missile nucléaire stratégique P-20. Après la cessation des travaux, il s'est équipé de torpilles calibre 650 mm.
Le K-50 est lancé le 16 décembre 1963 et effectue sa première plongée le jour-même. Du 18 décembre 1963 au 11 juin 1964 les Soviétiques ont procédé aux démarrages des équipements. Les essais officiels ont lieu du 14 au 17 juillet 1964. Le 17 juillet, la commission d'État signe l'achèvement des essais sur le sous-marin K-50.

## Service
Le K-50 entre en service dans la Flotte du Nord le 6 août 1964 et est affecté à la 3e division de sous-marins nucléaires. Le premier commandant du K-50 était le capitaine Костев Г. Г.
Du 4 mars au 4 avril 1965, le K-50 effectue des exercices (y compris la navigation sous glace) et des plans de patrouille dans la mer de Barents.
En juillet 1965, le submersible s'exerce dans l'Atlantique Nord.
De novembre 1967 à décembre 1968, le K-50 subit des réparations et est amélioré.
De 1969 à 1973, il effectue des entraînements au combat durant 170 jours au total.
Il subira ensuite de 1973 à 1991 des réparations, divers entraînements au combat et des exercices.
Le K-50 est mis hors-service de la marine soviétique le 19 avril 1991.
Au total, le K-50 a parcouru 171 456 milles marins (317 537 km) en 24 760 heures de service.